# Орлов, Сергей Сергеевич (поэт)
Серге́й Серге́евич Орло́в (22 августа 1921, Мегра, Череповецкая губерния — 7 октября 1977, Москва) — русский советский поэт и сценарист.

## Биография
Родился 22 августа 1921 года в селе Мегра Белозерского уезда Череповецкой губернии (село было затоплено при строительстве сооружений Волго-Балтийского водного пути, ближайший нынешний населенный пункт - поселок Мегринский Белозерского района Вологодской области, не путать с селом Мегра Вытегорского и деревней Мегрино Чагодощенского районов Вологодской области). Отец, Сергей Николаевич, и мать, Екатерина Яковлевна, были сельскими учителями. Стихи писал с детства, стихотворение «Тыква» отмечено на Всесоюзном конкурсе стихотворений школьников в 1938 году. Оно было целиком приведено в статье К. И. Чуковского в газете «Правда», а также 4 строчки из него поместил в своей книге «От двух до пяти».
Печатался в районной газете. В 1940 году поступил на исторический факультет Петрозаводского университета.
После начала Великой Отечественной войны вступил в истребительный батальон народного ополчения Белозерска, составленного из студентов-добровольцев. Спустя два месяца его направили в Челябинское танковое училище. 17 февраля 1944 года командир взвода тяжёлых танков «КВ» С. С. Орлов 33-го отдельного гвардейского тяжёлого танкового полка прорыва едва не сгорел заживо в танке. Следы от ожогов остались на его лице на всю жизнь; впоследствии он маскировал их, отпуская бороду. Свидетелем поджога танка Орлова оказался историк-фронтовик Николай Никулин, кратко описавший это событие в своей книге «Воспоминания о войне» (глава «Новелла IX. Новгород»).
В 1946 году вышла вторая книга стихов Орлова «Зоров Илья», привлекшая внимание к поэту.
В 1954 году окончил Литературный институт им. А. М. Горького. C 1958 года входил в состав правления СП РСФСР. Заведовал отделом поэзии в журнале «Нева», был членом редколлегии журнала «Аврора».
Совместно с М. А. Дудиным он написал сценарий фильма «Жаворонок» (1964), посвящённый подвигу танкистов, оказавшихся в плену на территории Германии.
В 1970 году его ввели в секретариат правления СП РСФСР, и он переехал в Москву. Позднее поэт стал членом комитета по присуждению Ленинских и Государственных премий. Книга «Костры», которая составлялась Орловым как итоговая, вышла уже после его смерти (1978).

Одно из наиболее известных стихотворений Орлова — «Его зарыли в шар земной» (1944) — написанное ясным, образным простым языком, напоминает читателю о павших. <…> Через много лет после окончания войны в лирике Орлова главной темой всё ещё оставалось пережитое на войне и воспоминания о погибших товарищах. В стихотворениях Орлова, написанных в последние годы сталинизма, не заняла прочного места расхожая тема послевоенного восстановления хозяйства, но зато он нарисовал портреты простых людей, рассказал об их судьбах, используя лирические образы, навеянные тишиной севера России — родины поэта. Орлов часто описывает в своих стихотворениях самые простые, будничные предметы. Многие стихи Орлова середины 60-х годов посвящены месту человека в истории.
На стихи С. Орлова написаны песни, в частности, «Человеку холодно без песни» композитора Сергея Зубковского.
Умер в Москве 7 октября 1977 года. Похоронен на Кунцевском кладбище.

## Награды и премии
- Орден Октябрьской Революции
- Орден Отечественной войны 2-й степени (23.02.1944)
- Орден Трудового Красного Знамени (28.10.1967)
- Медаль «За оборону Ленинграда»
- Медаль «За победу над Германией в Великой Отечественной войне 1941-1945 гг.»
- Государственная премия РСФСР имени М. Горького (1974) — за книгу стихов «Верность» (1973)

## Сочинения
- Собрание сочинений в 3-х томах. М., 1979—1980.
- Избранное в 2-х книгах. Л., 1971
- «Фронт» (1942)
- «Третья скорость» (Л., 1946)
- «Поход продолжается» (Л., 1948)
- «Лампочка Ильича в колхозе „Первое мая“». Вологда, 1949 (в соавторстве с А. Чепуровым).
- «Светлана». Вологда., 1950
- «Светлана». Л., 1951
- «Радуга в степи» (Л., 1952)
- «Городок» (М., 1953)
- «Стихотворения» (Л., 1954)
- "Лирические стихи" (М.:Правда, 1956)
- «Голос первой любви» (Л., 1958)
- «Стихотворения. 1938—1956» (Л., 1959)
- «Память сердца» М., 1960
- «Одна любовь» (Л., 1961)
- «Человеку холодно без песни». Вологда., 1961
- «Жаворонок» М., 1964 (в соавторстве с М. Дудиным)
- «Колесо». М., 1964
- «Созвездье» Л., 1964
- «Лирика». Л.: Лениздат, 1966
- «Дни». Л., 1966
- «Стихотворения». Л., 1966
- «Стихотворения». М., 1967
- «Стихотворения». Л., 1968
- «Страница» (Л., 1969)
- «Свидетели живые». М., 1971
- «Мой лейтенант». Л., 1972
- «Верность». М.: Современник, 1973
- «Свидетели живые». М., 1974
- «Белое озеро». Стихи и поэмы. М.: Современник, 1975
- «Костры». М., 1978
- «Верность». М., 1976, 1977
- «Стихотворения». М.: Детская литература, 1976
- «В легкой песне берез» (1982)

## Память
- Памяти поэта посвящён цикл стихов Юлии Друниной («Под сводами души твоей высокой…»)[8].
- Именем Сергея Орлова в Вологде названа одна из центральных улиц.
- 22 августа 1981 года, к 60-летию со дня рождения Сергея Орлова, в Белозерске был торжественно открыт памятник поэту работы скульптора Василия Астапова, лично знавшего Сергея Сергеевича. Ежегодный Орловский праздник 22 августа в Белозерске начинается с митинга у памятника поэту.
- Именем Сергея Орлова был назван один из пассажирских рейсовых теплоходов[9].
- Его именем в городе Белозерске Вологодской области названа одна из улиц и МОУ СШ № 2. С 1981 года в городе работает дом-музей поэта С. Орлова. Он находится в деревянном здании 1874 года постройки, в котором семья Орловых проживала с 1936 по 1942 год (адрес — улица Дзержинского, 12)[10]. На здании размещена мемориальная доска, посвященная поэту. В музее размещен бронзовый бюст поэта.
- В 1985 году установлена мемориальная доска в Ленинграде, на доме, где поэт жил последние годы, по адресу Малая Посадская улица, дом № 8[11][12].
- В мае 2008 года открыта диорама боя 17 февраля 1944 года, в котором командир взвода танков «КВ» Сергей Орлов был тяжело ранен и обожжён[13].
- В 2018 году имя Сергея Орлова присвоили московской библиотеке № 147 В ЮАО. Теперь она называется библиотека № 147 им. С. С. Орлова.